# 152 mm/53 Mod. 1926/1929
152 mm/53 Mod. 1926/1929 е корабно оръдие с калибър 152 mm разработено и произвеждано в Италия от фирмата Gio. Ansaldo & C. Било е на въоръжение в Кралските ВМС на Италия. Моделът от 1926 г. е разработен от компанията Ansaldo, а моделът от 1929 г. от компанията OTO. Различията между моделите са незначителни и касаят наличието на вкладна цев и особености в механизма за зареждане. Към началото на Втората световна война са вече остарели, но широко се използват от флота. Използвано е на леките крайцери от типовете „Алберто да Джусано“, „Луиджи Кадорна“, „Раймондо Монтекуколи“, „Дука д'Аоста“. Като артилерийска система, се отличава с цял ред сериозни недостатъци, значително снижаващи бойния потенциал на италианските леки крайцери.
Последващо развитие на оръдието става 152 mm/55 Mod. 1934/1936.